# István Bocskay
István Bocskay (n. 2 august 1929, Sighetu Marmației, Maramureș, România – d. 22 aprilie 2021, Târgu Mureș, România) a fost un profesor universitar de medicină, specialist în stomatologie, întemeietor al laboratorului de cercetare cariologică în cadrul Facultății de Medicină Dentară, conducător de doctorat al Universitatea de Medicină și Farmacie din Târgu Mureș, deținător al titlului doctor honoris causa al Universității Semmelweis din Budapesta.

## Biografie
István Bocskay s-a născut la Sighetu Marmației, în cartierul Olarilor (în maghiară Cserepes-tanya). Studiile primare și gimnaziale a făcut la Liceul Piarist din oraș. După bacalaureatul din 1948 a fost admis la Institutul de Medicină și Farmacie din Târgu Mureș apoi, din cauza desființării specializării, a continuat studiile la Cluj unde, în 1954, a primit diploma de medic stomatolog. În anul 1959, la București, obține diploma de medic specialist, iar în 1971 pe cea de „Doctor în Științe Medicale”.
Între anii 1954-1960 a fost medic stomatolog la Spitalul Județean din Târgu Mureș. Din 1960 este asistent universitar, din 1967 lector, iar din 1978 a ocupat funcția de profesor universitar. Totodată, a condus Disciplina de Odontologie și Parodontologie din 1973 până la 1999 și a ocupat funcția de decan al Facultății de Medicină Dentară între anii 1972-1973, 1984-1986 și 1989-1990. Bocskay a organizat un laborator de cercetări microbiologice și patologie dentară. Printre cele mai cunoscute lucrări se numără: „Bolile dentiției și îngrijirea dentară”, „Prevenția bolilor dentiției și bolilor bucale”, „Dicționar stomatologic româno-maghiaro-englez” și „Terapia cariei dentare”.

## Distincții
- România:
  - Premiul Pápai Páriz Ferenc (2004)
  - Professor emeritus (2008)
- Hungary
  - Doctor honoris causa al Universității Semmelweis (2011)